# Vòng loại Giải vô địch bóng đá thế giới 2022 – Khu vực châu Âu
Vòng loại giải vô địch bóng đá thế giới 2022 khu vực châu Âu sẽ đóng vai trò là vòng loại cho giải vô địch bóng đá thế giới 2022, được tổ chức tại Qatar, cho các đội tuyển quốc gia là thành viên của Liên đoàn bóng đá châu Âu (UEFA). Tổng cộng có 13 suất vé trong vòng chung kết có sẵn cho các đội tuyển UEFA.

## Các đội tuyển tham gia
Tất cả 55 đội tuyển quốc gia trực thuộc FIFA từ UEFA sẽ tham gia vòng loại. Riêng với đội tuyển Nga, do Cơ quan phòng chống doping thế giới cấm Nga tham dự các giải đấu lớn của thế giới do phát hiện tiêu cực, nên nếu đội tuyển này vượt qua vòng loại, họ sẽ không được sử dụng quốc kỳ và quốc ca tại giải. Tòa án trọng tài thể thao quốc tế (CAS) đang xem xét vấn đề này.

## Thể thức
Thể thức của vòng loại được xác nhận dựa trên cấu trúc đã được UEFA vạch ra. Điều đó phụ thuộc một phần vào kết quả từ UEFA Nations League 2020-21, mặc dù mức độ phụ thuộc thấp hơn so với Giải vô địch bóng đá châu Âu 2020. Cấu trúc này sẽ duy trì cấu trúc 'vòng bảng/giai đoạn play-off' thông thường của UEFA với một số sửa đổi.
- Vòng bảng: 55 đội được chia thành 10 bảng gồm 5 bảng 5 đội và 5 bảng 6 đội (với 4 đội tham dự vòng chung kết UEFA Nations League 2021 được đưa vào các bảng 5 đội), 10 đội nhất bảng sẽ vượt qua vòng loại và giành vé dự vòng chung kết World Cup.
- Giai đoạn play-off: 10 đội nhì bảng sẽ tham gia cùng với 2 đội tuyển khác dựa trên bảng xếp hạng của Nations League (2 đội nhất bảng đến từ các hạng đấu tại Nations League nằm ngoài top 20 của vòng loại bảng). 12 đội tuyển này sẽ được bốc thăm chia thành ba nhánh, mỗi nhánh 4 đội, thi đấu loại trực tiếp trong nhánh; 3 đội thắng ở ba nhánh sẽ có vé tham dự World Cup 2022.

## Lịch thi đấu
Dưới đây là lịch thi đấu của các vòng loại châu Âu cho Giải vô địch bóng đá thế giới 2022.
Do thay đổi lịch thi đấu vòng chung kết UEFA Euro 2020 sang năm 2021, các lượt trận trong tháng 6 năm 2021 được dời sang thời điểm tháng 3 và tháng 9 do FIFA tăng thời lượng các đợt tập trung này lên 3 lượt trận.
| Giai đoạn      | Lượt đấu    | Các ngày                |
| -------------- | ----------- | ----------------------- |
| Vòng loại bảng | Lượt đấu 1  | 24–25 tháng 3 năm 2021  |
| Vòng loại bảng | Lượt đấu 2  | 27–28 tháng 3 năm 2021  |
| Vòng loại bảng | Lượt đấu 3  | 30–31 tháng 3 năm 2021  |
| Vòng loại bảng | Lượt đấu 4  | 1–2 tháng 9 năm 2021    |
| Vòng loại bảng | Lượt đấu 5  | 4–5 tháng 9 năm 2021    |
| Vòng loại bảng | Lượt đấu 6  | 7–8 tháng 9 năm 2021    |
| Vòng loại bảng | Lượt đấu 7  | 8–9 tháng 10 năm 2021   |
| Vòng loại bảng | Lượt đấu 8  | 11–12 tháng 10 năm 2021 |
| Vòng loại bảng | Lượt đấu 9  | 11–13 tháng 11 năm 2021 |
| Vòng loại bảng | Lượt đấu 10 | 14–16 tháng 11 năm 2021 |
| Vòng play-off  | Bán kết     | 24–25 tháng 3 năm 2022  |
| Vòng play-off  | Chung kết   | 28–29 tháng 3 năm 2022  |

## Vòng 1

### Bốc thăm
Lễ bốc thăm cho vòng 1 được tổ chức vào ngày 7 tháng 12 năm 2020. Các nhóm hạt giống được xác định như sau (dựa trên thứ hạng tại bảng xếp hạng FIFA tháng 11 năm 2020):
| Đội         | Hạng |
| ----------- | ---- |
| Bỉ          | 1    |
| Pháp        | 2    |
| Anh         | 4    |
| Bồ Đào Nha  | 5    |
| Tây Ban Nha | 6    |
| Ý           | 10   |
| Croatia     | 11   |
| Đan Mạch    | 12   |
| Đức         | 13   |
| Hà Lan      | 14   |

| Đội        | Hạng |
| ---------- | ---- |
| Thụy Sĩ    | 16   |
| Wales      | 18   |
| Ba Lan     | 19   |
| Thụy Điển  | 20   |
| Áo         | 23   |
| Ukraina    | 24   |
| Serbia     | 30   |
| Thổ Nhĩ Kỳ | 32   |
| Slovakia   | 33   |
| România    | 37   |

| Đội              | Hạng |
| ---------------- | ---- |
| Nga              | 39   |
| Hungary          | 40   |
| Cộng hòa Ireland | 42   |
| Cộng hòa Séc     | 42   |
| Na Uy            | 44   |
| Bắc Ireland      | 45   |
| Iceland          | 46   |
| Scotland         | 48   |
| Hy Lạp           | 53   |
| Phần Lan         | 54   |

| Đội                  | Hạng |
| -------------------- | ---- |
| Bosna và Hercegovina | 55   |
| Slovenia             | 62   |
| Montenegro           | 63   |
| Bắc Macedonia        | 65   |
| Albania              | 66   |
| Bulgaria             | 68   |
| Israel               | 87   |
| Belarus              | 88   |
| Gruzia               | 89   |
| Luxembourg           | 98   |

| Đội            | Hạng |
| -------------- | ---- |
| Armenia        | 99   |
| Síp            | 100  |
| Quần đảo Faroe | 107  |
| Azerbaijan     | 109  |
| Estonia        | 109  |
| Kosovo         | 117  |
| Kazakhstan     | 122  |
| Litva          | 129  |
| Latvia         | 136  |
| Andorra        | 151  |

| Đội           | Hạng |
| ------------- | ---- |
| Malta         | 176  |
| Moldova       | 177  |
| Liechtenstein | 181  |
| Gibraltar     | 195  |
| San Marino    | 210  |

### Các bảng đấu

#### Bảng A
| VT | Đội              | ST | T | H | B | BT | BB | HS  | Đ  | Giành quyền tham dự |     | Serbia | Bồ Đào Nha | Cộng hòa Ireland | Luxembourg | Azerbaijan |
| -- | ---------------- | -- | - | - | - | -- | -- | --- | -- | ------------------- | --- | ------ | ---------- | ---------------- | ---------- | ---------- |
| 1  | Serbia           | 8  | 6 | 2 | 0 | 18 | 9  | +9  | 20 | FIFA World Cup 2022 |     |        | 2–2        | 3–2              | 4–1        | 3–1        |
| 2  | Bồ Đào Nha       | 8  | 5 | 2 | 1 | 17 | 6  | +11 | 17 | Vòng 2              |     | 1–2    |            | 2–1              | 5–0        | 1–0        |
| 3  | Cộng hòa Ireland | 8  | 2 | 3 | 3 | 11 | 8  | +3  | 9  |                     |     | 1–1    | 0–0        |                  | 0–1        | 1–1        |
| 4  | Luxembourg       | 8  | 3 | 0 | 5 | 8  | 18 | −10 | 9  |                     | 0–1 | 1–3    | 0–3        |                  | 2–1        |            |
| 5  | Azerbaijan       | 8  | 0 | 1 | 7 | 5  | 18 | −13 | 1  |                     | 1–2 | 1–3    | 0–3        | 1–3              |            |            |

#### Bảng B
| VT | Đội         | ST | T | H | B | BT | BB | HS  | Đ  | Giành quyền tham dự |     | Tây Ban Nha | Thụy Điển | Hy Lạp | Gruzia | Kosovo |
| -- | ----------- | -- | - | - | - | -- | -- | --- | -- | ------------------- | --- | ----------- | --------- | ------ | ------ | ------ |
| 1  | Tây Ban Nha | 8  | 6 | 1 | 1 | 15 | 5  | +10 | 19 | FIFA World Cup 2022 |     |             | 1–0       | 1–1    | 4–0    | 3–1    |
| 2  | Thụy Điển   | 8  | 5 | 0 | 3 | 12 | 6  | +6  | 15 | Vòng 2              |     | 2–1         |           | 2–0    | 1–0    | 3–0    |
| 3  | Hy Lạp      | 8  | 2 | 4 | 2 | 8  | 8  | 0   | 10 |                     |     | 0–1         | 2–1       |        | 1–1    | 1–1    |
| 4  | Gruzia      | 8  | 2 | 1 | 5 | 6  | 12 | −6  | 7  |                     | 1–2 | 2–0         | 0–2       |        | 0–1    |        |
| 5  | Kosovo      | 8  | 1 | 2 | 5 | 5  | 15 | −10 | 5  |                     | 0–2 | 0–3         | 1–1       | 1–2    |        |        |

#### Bảng C
| VT | Đội         | ST | T | H | B | BT | BB | HS  | Đ  | Giành quyền tham dự |     | Thụy Sĩ | Ý   | Bắc Ireland | Bulgaria | Litva |
| -- | ----------- | -- | - | - | - | -- | -- | --- | -- | ------------------- | --- | ------- | --- | ----------- | -------- | ----- |
| 1  | Thụy Sĩ     | 8  | 5 | 3 | 0 | 15 | 2  | +13 | 18 | FIFA World Cup 2022 |     |         | 0–0 | 2–0         | 4–0      | 1–0   |
| 2  | Ý           | 8  | 4 | 4 | 0 | 13 | 2  | +11 | 16 | Vòng 2              |     | 1–1     |     | 2–0         | 1–1      | 5–0   |
| 3  | Bắc Ireland | 8  | 2 | 3 | 3 | 6  | 7  | −1  | 9  |                     |     | 0–0     | 0–0 |             | 0–0      | 1–0   |
| 4  | Bulgaria    | 8  | 2 | 2 | 4 | 6  | 14 | −8  | 8  |                     | 1–3 | 0–2     | 2–1 |             | 1–0      |       |
| 5  | Litva       | 8  | 1 | 0 | 7 | 4  | 19 | −15 | 3  |                     | 0–4 | 0–2     | 1–4 | 3–1         |          |       |

#### Bảng D
| VT | Đội                  | ST | T | H | B | BT | BB | HS  | Đ  | Giành quyền tham dự |     | Pháp | Ukraina | Phần Lan | Bosna và Hercegovina | Kazakhstan |
| -- | -------------------- | -- | - | - | - | -- | -- | --- | -- | ------------------- | --- | ---- | ------- | -------- | -------------------- | ---------- |
| 1  | Pháp                 | 8  | 5 | 3 | 0 | 18 | 3  | +15 | 18 | FIFA World Cup 2022 |     |      | 1–1     | 2–0      | 1–1                  | 8–0        |
| 2  | Ukraina              | 8  | 2 | 6 | 0 | 11 | 8  | +3  | 12 | Vòng 2              |     | 1–1  |         | 1–1      | 1–1                  | 1–1        |
| 3  | Phần Lan             | 8  | 3 | 2 | 3 | 10 | 10 | 0   | 11 |                     |     | 0–2  | 1–2     |          | 2–2                  | 1–0        |
| 4  | Bosna và Hercegovina | 8  | 1 | 4 | 3 | 9  | 12 | −3  | 7  |                     | 0–1 | 0–2  | 1–3     |          | 2–2                  |            |
| 5  | Kazakhstan           | 8  | 0 | 3 | 5 | 5  | 20 | −15 | 3  |                     | 0–2 | 2–2  | 0–2     | 0–2      |                      |            |

#### Bảng E
| VT | Đội          | ST | T | H | B | BT | BB | HS  | Đ  | Giành quyền tham dự                                |     | Bỉ  | Wales | Cộng hòa Séc | Estonia | Belarus |
| -- | ------------ | -- | - | - | - | -- | -- | --- | -- | -------------------------------------------------- | --- | --- | ----- | ------------ | ------- | ------- |
| 1  | Bỉ           | 8  | 6 | 2 | 0 | 25 | 6  | +19 | 20 | FIFA World Cup 2022                                |     |     | 3–1   | 3–0          | 3–1     | 8–0     |
| 2  | Wales        | 8  | 4 | 3 | 1 | 14 | 9  | +5  | 15 | Vòng 2                                             |     | 1–1 |       | 1–0          | 0–0     | 5–1     |
| 3  | Cộng hòa Séc | 8  | 4 | 2 | 2 | 14 | 9  | +5  | 14 | Vòng 2 dựa theo thành tích tại UEFA Nations League |     | 1–1 | 2–2   |              | 2–0     | 1–0     |
| 4  | Estonia      | 8  | 1 | 1 | 6 | 9  | 21 | −12 | 4  |                                                    |     | 2–5 | 0–1   | 2–6          |         | 2–0     |
| 5  | Belarus      | 8  | 1 | 0 | 7 | 7  | 24 | −17 | 3  |                                                    | 0–1 | 2–3 | 0–2   | 4–2          |         |         |

#### Bảng F
| VT | Đội            | ST | T | H | B | BT | BB | HS  | Đ  | Giành quyền tham dự                                |     | Đan Mạch | Scotland | Israel | Áo  | Quần đảo Faroe | Moldova |
| -- | -------------- | -- | - | - | - | -- | -- | --- | -- | -------------------------------------------------- | --- | -------- | -------- | ------ | --- | -------------- | ------- |
| 1  | Đan Mạch       | 10 | 9 | 0 | 1 | 30 | 3  | +27 | 27 | FIFA World Cup 2022                                |     |          | 2–0      | 5–0    | 1–0 | 3–1            | 8–0     |
| 2  | Scotland       | 10 | 7 | 2 | 1 | 17 | 7  | +10 | 23 | Vòng 2                                             |     | 2–0      |          | 3–2    | 2–2 | 4–0            | 1–0     |
| 3  | Israel         | 10 | 5 | 1 | 4 | 23 | 21 | +2  | 16 |                                                    |     | 0–2      | 1–1      |        | 5–2 | 3–2            | 2–1     |
| 4  | Áo             | 10 | 5 | 1 | 4 | 19 | 17 | +2  | 16 | Vòng 2 dựa theo thành tích tại UEFA Nations League |     | 0–4      | 0–1      | 4–2    |     | 3–1            | 4–1     |
| 5  | Quần đảo Faroe | 10 | 1 | 1 | 8 | 7  | 23 | −16 | 4  |                                                    |     | 0–1      | 0–1      | 0–4    | 0–2 |                | 2–1     |
| 6  | Moldova        | 10 | 0 | 1 | 9 | 5  | 30 | −25 | 1  |                                                    | 0–4 | 0–2      | 1–4      | 0–2    | 1–1 |                |         |

#### Bảng G
| VT | Đội        | ST | T | H | B  | BT | BB | HS  | Đ  | Giành quyền tham dự |     | Hà Lan | Thổ Nhĩ Kỳ | Na Uy | Montenegro | Latvia | Gibraltar |
| -- | ---------- | -- | - | - | -- | -- | -- | --- | -- | ------------------- | --- | ------ | ---------- | ----- | ---------- | ------ | --------- |
| 1  | Hà Lan     | 10 | 7 | 2 | 1  | 33 | 8  | +25 | 23 | FIFA World Cup 2022 |     |        | 6–1        | 2–0   | 4–0        | 2–0    | 6–0       |
| 2  | Thổ Nhĩ Kỳ | 10 | 6 | 3 | 1  | 27 | 16 | +11 | 21 | Vòng 2              |     | 4–2    |            | 1–1   | 2–2        | 3–3    | 6–0       |
| 3  | Na Uy      | 10 | 5 | 3 | 2  | 15 | 8  | +7  | 18 |                     |     | 1–1    | 0–3        |       | 2–0        | 0–0    | 5–1       |
| 4  | Montenegro | 10 | 3 | 3 | 4  | 14 | 15 | −1  | 12 |                     | 2–2 | 1–2    | 0–1        |       | 0–0        | 4–1    |           |
| 5  | Latvia     | 10 | 2 | 3 | 5  | 11 | 14 | −3  | 9  |                     | 0–1 | 1–2    | 0–2        | 1–2   |            | 3–1    |           |
| 6  | Gibraltar  | 10 | 0 | 0 | 10 | 4  | 43 | −39 | 0  |                     | 0–7 | 0–3    | 0–3        | 0–3   | 1–3        |        |           |

#### Bảng H
| VT | Đội      | ST | T | H | B | BT | BB | HS  | Đ  | Giành quyền tham dự          |     | Croatia | Nga | Slovakia | Slovenia | Cộng hòa Síp | Malta |
| -- | -------- | -- | - | - | - | -- | -- | --- | -- | ---------------------------- | --- | ------- | --- | -------- | -------- | ------------ | ----- |
| 1  | Croatia  | 10 | 7 | 2 | 1 | 21 | 4  | +17 | 23 | FIFA World Cup 2022          |     |         | 1–0 | 2–2      | 3–0      | 1–0          | 3–0   |
| 2  | Nga      | 10 | 7 | 1 | 2 | 19 | 6  | +13 | 22 | Vòng 2, nhưng bị hủy kết quả |     | 0–0     |     | 1–0      | 2–1      | 6–0          | 2–0   |
| 3  | Slovakia | 10 | 3 | 5 | 2 | 17 | 10 | +7  | 14 |                              |     | 0–1     | 2–1 |          | 2–2      | 2–0          | 2–2   |
| 4  | Slovenia | 10 | 4 | 2 | 4 | 13 | 12 | +1  | 14 |                              | 1–0 | 1–2     | 1–1 |          | 2–1      | 1–0          |       |
| 5  | Síp      | 10 | 1 | 2 | 7 | 4  | 21 | −17 | 5  |                              | 0–3 | 0–2     | 0–0 | 1–0      |          | 2–2          |       |
| 6  | Malta    | 10 | 1 | 2 | 7 | 9  | 30 | −21 | 5  |                              | 1–7 | 1–3     | 0–6 | 0–4      | 3–0      |              |       |

1. ↑  Ngày 28 tháng 2 năm 2022, FIFA cấm mọi hoạt động bóng đá của Nga do xảy ra xung đột vũ trang với Ukraina.[4]

#### Bảng I
| VT | Đội        | ST | T | H | B  | BT | BB | HS  | Đ  | Giành quyền tham dự |      | Anh | Ba Lan | Albania | Hungary | Andorra | San Marino |
| -- | ---------- | -- | - | - | -- | -- | -- | --- | -- | ------------------- | ---- | --- | ------ | ------- | ------- | ------- | ---------- |
| 1  | Anh        | 10 | 8 | 2 | 0  | 39 | 3  | +36 | 26 | FIFA World Cup 2022 |      |     | 2–1    | 4–0     | 1–1     | 4–0     | 5–0        |
| 2  | Ba Lan     | 10 | 6 | 2 | 2  | 30 | 11 | +19 | 20 | Vòng 2              |      | 1–1 |        | 4–1     | 1–2     | 3–0     | 5–0        |
| 3  | Albania    | 10 | 6 | 0 | 4  | 12 | 12 | 0   | 18 |                     |      | 0–2 | 0–1    |         | 1–0     | 1–0     | 5–0        |
| 4  | Hungary    | 10 | 5 | 2 | 3  | 19 | 13 | +6  | 17 |                     | 0–4  | 3–3 | 0–1    |         | 2–1     | 4–0     |            |
| 5  | Andorra    | 10 | 2 | 0 | 8  | 8  | 24 | −16 | 6  |                     | 0–5  | 1–4 | 0–1    | 1–4     |         | 5–0     |            |
| 6  | San Marino | 10 | 0 | 0 | 10 | 1  | 46 | −45 | 0  |                     | 0–10 | 1–7 | 0–2    | 0–3     | 0–3     |         |            |

#### Bảng J
| VT | Đội           | ST | T | H | B | BT | BB | HS  | Đ  | Giành quyền tham dự |     | Đức | Bắc Macedonia | România | Armenia | Iceland | Liechtenstein |
| -- | ------------- | -- | - | - | - | -- | -- | --- | -- | ------------------- | --- | --- | ------------- | ------- | ------- | ------- | ------------- |
| 1  | Đức           | 10 | 9 | 0 | 1 | 36 | 4  | +32 | 27 | FIFA World Cup 2022 |     |     | 1–2           | 2–1     | 6–0     | 3–0     | 9–0           |
| 2  | Bắc Macedonia | 10 | 5 | 3 | 2 | 23 | 11 | +12 | 18 | Vòng 2              |     | 0–4 |               | 0–0     | 0–0     | 3–1     | 5–0           |
| 3  | România       | 10 | 5 | 2 | 3 | 13 | 8  | +5  | 17 |                     |     | 0–1 | 3–2           |         | 1–0     | 0–0     | 2–0           |
| 4  | Armenia       | 10 | 3 | 3 | 4 | 9  | 20 | −11 | 12 |                     | 1–4 | 0–5 | 3–2           |         | 2–0     | 1–1     |               |
| 5  | Iceland       | 10 | 2 | 3 | 5 | 12 | 18 | −6  | 9  |                     | 0–4 | 2–2 | 0–2           | 1–1     |         | 4–0     |               |
| 6  | Liechtenstein | 10 | 0 | 1 | 9 | 2  | 34 | −32 | 1  |                     | 0–2 | 0–4 | 0–2           | 0–1     | 1–4     |         |               |

## Vòng 2
Vòng loại thứ 2 (Vòng play-off) sẽ có sự tham gia của 10 đội nhì bảng tại vòng loại thứ nhất, cùng với 2 đội đứng nhất bảng tại Nations League có thành tích tốt nhất nhưng không thể đứng nhất hay nhì bảng tại vòng 1. Các đội sẽ được chia thành ba nhánh, mỗi nhánh 4 đội, thi đấu 2 trận bán kết 1 lượt và 1 trận chung kết 1 lượt. Sáu đội nhì bảng có thành tích tốt nhất tại vòng loại đầu tiên sẽ thi đấu bán kết nhánh trên sân nhà, trong khi đội chủ nhà trong trận chung kết nhánh sẽ được xác định bằng cách bốc thăm. Các trận bán kết nhánh sẽ diễn ra vào các ngày 24-25 tháng 3, và các trận chung kết nhánh sẽ được diễn ra vào các ngày 28-29 tháng 3 năm 2022. Ba đội giành chiến thắng tại ba nhánh sẽ giành vé dự World Cup.

### Các đội nhì bảng
| XH | Bg | Đội           | ST | T | H | B | BT | BB | HS  | Đ  | Xếp hạt giống                                            |
| -- | -- | ------------- | -- | - | - | - | -- | -- | --- | -- | -------------------------------------------------------- |
| 1  | A  | Bồ Đào Nha    | 8  | 5 | 2 | 1 | 17 | 6  | +11 | 17 | Được xếp loại hạt giống khi bốc thăm bán kết nhánh       |
| 2  | F  | Scotland      | 8  | 5 | 2 | 1 | 14 | 7  | +7  | 17 | Được xếp loại hạt giống khi bốc thăm bán kết nhánh       |
| 3  | C  | Ý             | 8  | 4 | 4 | 0 | 13 | 2  | +11 | 16 | Được xếp loại hạt giống khi bốc thăm bán kết nhánh       |
| 4  | H  | Nga           | 8  | 5 | 1 | 2 | 14 | 5  | +9  | 16 | Được xếp loại hạt giống khi bốc thăm bán kết nhánh       |
| 5  | B  | Thụy Điển     | 8  | 5 | 0 | 3 | 12 | 6  | +6  | 15 | Được xếp loại hạt giống khi bốc thăm bán kết nhánh       |
| 6  | E  | Wales         | 8  | 4 | 3 | 1 | 14 | 9  | +5  | 15 | Được xếp loại hạt giống khi bốc thăm bán kết nhánh       |
| 7  | G  | Thổ Nhĩ Kỳ    | 8  | 4 | 3 | 1 | 18 | 16 | +2  | 15 | Không được xếp loại hạt giống khi bốc thăm bán kết nhánh |
| 8  | I  | Ba Lan        | 8  | 4 | 2 | 2 | 18 | 10 | +8  | 14 | Không được xếp loại hạt giống khi bốc thăm bán kết nhánh |
| 9  | J  | Bắc Macedonia | 8  | 3 | 3 | 2 | 14 | 11 | +3  | 12 | Không được xếp loại hạt giống khi bốc thăm bán kết nhánh |
| 10 | D  | Ukraina       | 8  | 2 | 6 | 0 | 11 | 8  | +3  | 12 | Không được xếp loại hạt giống khi bốc thăm bán kết nhánh |

### Các đội đứng nhất bảng tại Nations League
| Hạng đấu | Xếp hạng | Đội đứng nhất bảng | Đội đứng nhất bảng | Bảng đấu tại vòng loại bảng |
| -------- | -------- | ------------------ | ------------------ | --------------------------- |
| A        | 1        | Pháp               | (Q)                | D                           |
| A        | 2        | Tây Ban Nha        | (Q)                | B                           |
| A        | 3        | Ý                  | (S)                | C                           |
| A        | 4        | Bỉ                 | (Q)                | E                           |
| B        | 17       | Wales              | (S)                | E                           |
| B        | 18       | Áo ‡               | (A)                | F                           |
| B        | 19       | Cộng hòa Séc ‡     | (A)                | E                           |
| B        | 20       | Hungary            | (E)                | I                           |
| C        | 33       | Slovenia           | (E)                | H                           |
| C        | 34       | Montenegro         | (E)                | G                           |
| C        | 35       | Albania            | (E)                | I                           |
| C        | 36       | Armenia            | (E)                | J                           |
| D        | 49       | Gibraltar          | (E)                | G                           |
| D        | 50       | Quần đảo Faroe     | (E)                | F                           |

Ghi chú
- Đội hiện nằm trong nhóm 2 đội đầu bảng
- ‡  Đội hiện nằm trong nhóm 2 đội có thành tích tốt nhất nhưng không đứng nhất hay nhì bảng ở vòng loại bảng
- (Q) Đội đã vượt qua vòng loại World Cup 2022.
- (A) Đội hiện chắc chắn nằm ngoài nhóm 2 đội đứng đầu bảng, và chắc chắn dự play-off dựa theo thứ hạng Nations League
- Đội sẽ không dự play-off dựa theo thứ hạng Nations League, nhưng vẫn có khả năng nằm trong nhóm 2 đội dẫn đầu bảng
  - (S) Đội chắc chắn nằm trong nhóm 2 đội đầu bảng
  - (E) Đội bị loại

### Nhánh A
|  | Bán kết                       | Bán kết |                              |   | Chung kết | Chung kết |
|  |                               |         |                              |   |           |           |
|  | 24 tháng 3 năm 2022 – Cardiff |         |                              |   |           |           |
|  |                               |         |                              |   |           |           |
|  | Wales                         | 2       |                              |   |           |           |
|  | Wales                         | 2       | 5 tháng 6 năm 2022 – Cardiff |   |           |           |
|  | Áo                            | 1       |                              |   |           |           |
|  | Áo                            | 1       | Wales                        | 1 |           |           |
|  | 1 tháng 6 năm 2022 – Glasgow  |         | Wales                        | 1 |           |           |
|  |                               | Ukraina | 0                            |   |           |           |
|  | Scotland                      | Ukraina | 0                            | 1 |           |           |
|  | Scotland                      |         |                              | 1 |           |           |
|  | Ukraina                       | 3       |                              |   |           |           |
|  | Ukraina                       | 3       |                              |   |           |           |

### Nhánh B
|  | Bán kết                       | Bán kết   |        |   | Chung kết | Chung kết |
|  |                               |           |        |   |           |           |
|  | Bị hủy                        |           |        |   |           |           |
|  |                               |           |        |   |           |           |
|  | Nga                           |           |        |   |           |           |
|  | 29 tháng 3 năm 2022 – Chorzów |           |        |   |           |           |
|  | Ba Lan                        | w/o       |        |   |           |           |
|  | Ba Lan                        | w/o       | Ba Lan | 2 |           |           |
|  | 24 tháng 3 năm 2022 – Solna   |           | Ba Lan | 2 |           |           |
|  |                               | Thụy Điển | 0      |   |           |           |
|  | Thụy Điển (s.h.p.)            | Thụy Điển | 0      | 1 |           |           |
|  | Thụy Điển (s.h.p.)            |           |        | 1 |           |           |
|  | Cộng hòa Séc                  | 0         |        |   |           |           |
|  | Cộng hòa Séc                  | 0         |        |   |           |           |

### Nhánh C
|  | Bán kết                       | Bán kết       |                             |   | Chung kết | Chung kết |
|  |                               |               |                             |   |           |           |
|  | 24 tháng 3 năm 2022 – Porto   |               |                             |   |           |           |
|  |                               |               |                             |   |           |           |
|  | Bồ Đào Nha                    | 3             |                             |   |           |           |
|  | Bồ Đào Nha                    | 3             | 29 tháng 3 năm 2022 – Porto |   |           |           |
|  | Thổ Nhĩ Kỳ                    | 1             |                             |   |           |           |
|  | Thổ Nhĩ Kỳ                    | 1             | Bồ Đào Nha                  | 2 |           |           |
|  | 24 tháng 3 năm 2022 – Palermo |               | Bồ Đào Nha                  | 2 |           |           |
|  |                               | Bắc Macedonia | 0                           |   |           |           |
|  | Ý                             | Bắc Macedonia | 0                           | 0 |           |           |
|  | Ý                             |               |                             | 0 |           |           |
|  | Bắc Macedonia                 | 1             |                             |   |           |           |
|  | Bắc Macedonia                 | 1             |                             |   |           |           |

## Các đội vượt qua vòng loại

Các đội giành quyền tham dự giải vô địch bóng đá thế giới 2022:
Đội giành quyền tham dự
Đội không vượt qua vòng loại
Đội không phải là thành viên của UEFA
Đội bị loại khỏi vòng loại

Dưới đây là 13 đội vượt qua vòng loại cho giải đấu.
| Đội         | Tư cách qua vòng loại   | Ngày vượt qua vòng loại | Lần tham dự trước1 |
| ----------- | ----------------------- | ----------------------- | --- |
| Đức         | Nhất bảng J             | 11 tháng 10 năm 2021    | 19 (1934, 1938, 19542, 19582, 19622, 19662, 19702, 19742, 19782, 19822, 19862, 19902, 1994, 1998, 2002, 2006, 2010, 2014, 2018) |
| Đan Mạch    | Nhất bảng F             | 12 tháng 10 năm 2021    | 5 (1986, 1998, 2002, 2010, 2018)                                                                                                |
| Pháp        | Nhất bảng D             | 13 tháng 11 năm 2021    | 15 (1930, 1934, 1938, 1954, 1958, 1966, 1978, 1982, 1986, 1998, 2002, 2006, 2010, 2014, 2018)                                   |
| Bỉ          | Nhất bảng E             | 13 tháng 11 năm 2021    | 13 (1930, 1934, 1938, 1954, 1970, 1982, 1986, 1990, 1994, 1998, 2002, 2014, 2018)                                               |
| Croatia     | Nhất bảng H             | 14 tháng 11 năm 2021    | 5 (1998, 2002, 2006, 2014, 2018)                                                                                                |
| Tây Ban Nha | Nhất bảng B             | 14 tháng 11 năm 2021    | 15 (1934, 1950, 1962, 1966, 1978, 1982, 1986, 1990, 1994, 1998, 2002, 2006, 2010, 2014, 2018)                                   |
| Serbia      | Nhất bảng A             | 14 tháng 11 năm 2021    | 12 (19303, 19503, 19543, 19583, 19623, 19743, 19823, 19903, 19983, 20063, 2010, 2018)                                           |
| Anh         | Nhất bảng I             | 15 tháng 11 năm 2021    | 15 (1950, 1954, 1958, 1962, 1966, 1970, 1982, 1986, 1990, 1998, 2002, 2006, 2010, 2014, 2018)                                   |
| Thụy Sĩ     | Nhất bảng C             | 15 tháng 11 năm 2021    | 11 (1934, 1938, 1950, 1954, 1962, 1966, 1994, 2006, 2010, 2014, 2018)                                                           |
| Hà Lan      | Nhất bảng G             | 16 tháng 11 năm 2021    | 10 (1934, 1938, 1974, 1978, 1990, 1994, 1998, 2006, 2010, 2014)                                                                 |
| Bồ Đào Nha  | Thắng vòng 2 (play-off) | 29 tháng 3 năm 2022     | 7 (1966, 1986, 2002, 2006, 2010, 2014, 2018)                                                                                    |
| Ba Lan      | Thắng vòng 2 (play-off) | 29 tháng 3 năm 2022     | 8 (1938, 1974, 1978, 1982, 1986, 2002, 2006, 2018)                                                                              |
| Wales       | Thắng vòng 2 (play-off) | 5 tháng 6 năm 2022      | 1 (1958) |

1 In đậm: vô địch năm tham dự. In nghiêng: chủ nhà hoặc đồng chủ nhà.
2 Từ năm 1954 đến năm 1990, Đức tham dự với tên gọi Tây Đức.
3 Từ năm 1930 đến năm 1990, Serbia tham dự với tên gọi Nam Tư và năm 2006 với tên gọi Serbia và Montenegro.

## Cầu thủ ghi bàn hàng đầu
Đã có 781 bàn thắng ghi được trong 258 trận đấu, trung bình 3.03 bàn thắng mỗi trận đấu.
12 bàn thắng
- Harry Kane
- Memphis Depay

9 bàn thắng
- Robert Lewandowski

8 bàn thắng
- Eran Zahavi
- Aleksandar Mitrović

6 bàn thắng
- Teemu Pukki
- Antoine Griezmann
- Mu'nas Dabbur
- Cristiano Ronaldo
- Burak Yılmaz

Về những cầu thủ ghi nhiều bàn nhất ở mỗi vòng, xem mục tương ứng trong mỗi bài viết:
- Bảng A
- Bảng B
- Bảng C
- Bảng D
- Bảng E
- Bảng F
- Bảng G
- Bảng H
- Bảng I
- Bảng J
- Vòng play-off